# Bardhaj
Bardhaj – wieś położona w północnej części Albanii w gminie Golaj.

## Demografia
Według spisu ludności z 2001 roku we wsi Bardhaj mieszkało 487 mieszkańców.